# チョルラーノ
チョルラーノ（伊: Ciorlano）は、イタリア共和国カンパニア州カゼルタ県にある、人口約400人の基礎自治体（コムーネ）。

## 地理

### 位置・広がり

#### 隣接コムーネ
隣接するコムーネは以下の通り。括弧内のISはイゼルニア県（モリーゼ州）所属を示す。
- カプリアーティ・ア・ヴォルトゥルノ
- フォンテグレーカ
- プラータ・サンニータ
- プラテッラ
- セスト・カンパーノ (IS)
- ヴェナフロ (IS)

### 気候分類・地震分類
チョルラーノにおけるイタリアの気候分類 (it) および度日は、zona D, 1674 GGである。
また、イタリアの地震リスク階級 (it) では、zona 2 (sismicità media) に分類される。